# Łucznictwo na Letnich Igrzyskach Olimpijskich 1904 – Double American Round mężczyzn
Double American Round mężczyzn – jedna z konkurencji łuczniczych na Letnich Igrzyskach Olimpijskich 1904 w Saint Louis, odbyła się 19 września. Uczestniczyło w niej 22 zawodników ze Stanów Zjednoczonych.
W tej konkurencji zawodnicy oddali po 30 strzałów z dystansu 60, 50 i 40 jardów. Łączna liczba strzałów wynosiła 180.

## Wyniki
Wynik bazuje na punktach. Jeden punkt otrzymywał zawodnik, który zdobył najwięcej punktów w każdym dystansie, jak również za najlepsze trafienie w cel. Dwa punkty otrzymywał zawodnik, który miał najwyższą punktację łączną oraz za najwięcej celnych trafień. Maksymalna liczba punktów do zdobycia wynosiła 10.
| Miejsce | Zawodnik            | Punkty | Wynik |
| ------- | ------------------- | ------ | ----- |
| 1       | George Bryant       | 8.2    | 1048  |
| 2       | Robert Williams     | 1.2    | 991   |
| 3       | William Thompson    | 0.2    | 949   |
| 4       | Charles Woodruff    | 0.2    | 907   |
| 5       | Wallace Bryant      | 0.2    | 818   |
| 6       | William Clark       | 0      | 880   |
| 7       | Benjamin Keys       | 0      | 840   |
| 8       | Cyrus Edwin Dallin  | 0      | 816   |
| 9       | Henry B. Richardson | 0      | 813   |
| 10      | Homer Taylor        | 0      | 811   |
| 11      | Charles Hubbard     | 0      | 779   |
| 12      | Louis Maxson        | 0      | 777   |
| 13      | Galen Spencer       | 0      | 701   |
| 14      | Samuel Duvall       | 0      | 699   |
| 15      | Ernest Frentz       | 0      | 665   |
| 16      | Amos Casselman      | 0      | 628   |
| 17      | Thomas Scott        | 0      | 562   |
| 18      | Ralph Taylor        | 0      | 533   |
| 19      | Edward Bruce        | 0      | 516   |
| 20      | Eric Weston         | 0      | 508   |
| 21      | Edward Weston       | 0      | 450   |
| 22      | William Valentine   | 0      | 345   |